# Wilhelm Törsleff
Wilhelm Törsleff   (Estocolm, 26 de novembre de 1906 - 18 de gener de 1998) va ser un regatista suec que va competir durant la dècada de 1920.
El 1928 va prendre part en els Jocs Olímpics d'Amsterdam, on va guanyar la medalla de bronze en la regata de 8 metres del programa de vela, a bord del Sylvia, junt a Clarence Hammar, Tore Holm, Carl Sandblom, John Sandblom i Philip Sandblom.